# Neven Sesardić
Neven Sesardić (* 30. Juli 1949 in Belgrad, Jugoslawien (heute Serbien)) ist ein kroatischer Philosoph, der für seine Schriften über Erblichkeit und Rasse bekannt ist und den größten Teil seiner Karriere als Professor an der Lingnan-Universität in Hongkong arbeitete.

## Leben
Sesardić studierte 1974 Philosophie und Altgriechische Philologie an der philosophischen Fakultät der Universität Zagreb und wurde 1982 promoviert. Er war 1989–91 Stipendiat der Alexander-von-Humboldt-Stiftung an der Universität Gießen und Assistent am Zentrum für interdisziplinäre Forschung der Universität Bielefeld. Er war Gastprofessor an der Universität Notre Dame (1994/95) und am Miyazaki International College (1997–99), Stipendiat der National Science Foundation an der Universität Minnesota (1995/96) sowie Forscher am King’s College London. An der Universität Lingnan in Hongkong lehrte er von 2000 bis zu seiner Emeritierung 2015 als ordentlicher Professor.
Sesardić ist Mitglied der American Philosophical Association, Philosophy of Science Association und der kroatischen philosophischen Gesellschaft. Er war Kolumnist für Jutarnji list und Večernji list. Er trat für die Ideen von Karl Popper ein und kritisierte die Praxisphilosophie.

## Veröffentlichungen
- Fizikalizam (Fisikalismus), 1984.
- Filozofija nauke (Wissenschaftstheorie), 1985.
- Marxian Utopia?, 1985.
- Iz analitičke perspektive, 1991.
- Making Sense of Heritability, 2005.
- Iz desne perspektive, 2012.
- When Reason Goes on Holiday: Philosophers in Politics, 2016.